# Liga de Brasil de balonmano
La Liga Nacional de Handebol masculina, es la principal liga masculina de Balonmano la cual es organizada por la Federación Brasileña de Handball desde 1997.

## Campeones
Cronología completa de campeones
| Edición | Campeón                 | Títulos acumulados | Subcampeón              |
| ------- | ----------------------- | ------------------ | ----------------------- |
| 1997    | ADC Metodista           | 1                  | Esporte Clube Pinheiros |
| 1998    | ADC Metodista           | 2                  | Esporte Clube Pinheiros |
| 1999    | ADC Metodista           | 3                  | Esporte Clube Pinheiros |
| 2000    | ADC Metodista           | 4                  | IMES                    |
| 2001    | ADC Metodista           | 5                  | Esporte Clube Pinheiros |
| 2002    | ADC Metodista           | 6                  | IMES                    |
| 2003    | IMES                    | 1                  | ADC Metodista           |
| 2004    | ADC Metodista           | 7                  | Unifil Londrina         |
| 2005    | Unifil Londrina         | 1                  | Esporte Clube Pinheiros |
| 2006    | ADC Metodista           | 8                  | Unifil Londrina         |
| 2007    | Esporte Clube Pinheiros | 1                  | Unifil Londrina         |
| 2008    | FEL Londrina            | 1                  | ADC Metodista           |
| 2009    | Esporte Clube Pinheiros | 2                  | FEL Londrina            |
| 2010    | Esporte Clube Pinheiros | 3                  | ADC Metodista           |
| 2011    | Esporte Clube Pinheiros | 4                  | ADC Metodista           |
| 2012    | Esporte Clube Pinheiros | 5                  | ADC Metodista           |
| 2013    | Taubaté Handebol        | 1                  | ADC Metodista           |
| 2014    | Taubaté Handebol        | 2                  | Esporte Clube Pinheiros |
| 2015    | Esporte Clube Pinheiros | 6                  | Taubaté Handebol        |
| 2016    | Taubaté Handebol        | 3                  | Esporte Clube Pinheiros |
| 2017    | Esporte Clube Pinheiros | 7                  | Taubaté Handebol        |
| 2018    | Esporte Clube Pinheiros | 8                  | Taubaté Handebol        |
| 2019    | Taubaté Handebol        | 4                  | Esporte Clube Pinheiros |
| 2020    | Taubaté Handebol        | 5                  | Esporte Clube Pinheiros |
| 2021    | Taubaté Handebol        | 6                  | Esporte Clube Pinheiros |
| 2022    | Taubaté Handebol        | 7                  | Itajaí                  |

- Nota: en la temporada 2005, por motivos publicitarios el torneo se denominó Liga Petrobras.[3]

## Títulos por equipo
| Club                    | Títulos | Último/único | Subcampeón | Último/único subcampeonato |
| ----------------------- | ------- | ------------ | ---------- | -------------------------- |
| ADC Metodista           | 8       | 2006         | 6          | 2013                       |
| Esporte Clube Pinheiros | 8       | 2018         | 10         | 2021                       |
| Taubaté Handebol        | 7       | 2022         | 2          | 2018                       |
| IMES                    | 1       | 2003         | 2          | 2002                       |
| FEL Londrina            | 1       | 2008         | 1          | 2009                       |
| Unifil Londrina         | 1       | 2005         | 3          | 2007                       |
| Itajaí                  | 0       | –            | 1          | 2022                       |